# Bartô Galeno
Bartolomeu da Silva (Sousa, 20 de maio de 1950), ou Bartô Galeno, é um cantor e compositor brasileiro do estilo romântico/brega.

## Biografia
Bartolomeu da Silva nasceu em Sousa, na Paraíba, em 20 de maio de 1950. Em 1953 mudou-se para Itapororoca.
Com 10 anos de idade, mudou-se para Mossoró, no Rio Grande do Norte, na época do surgimento do movimento da jovem guarda. Bartô, como era chamado, passou a cantar na Rádio Rural e a participar de vários programas de calouros, nos quais frequentemente ficava em primeiro lugar, chegando a ser considerado "a mais bela voz do Rio Grande do Norte". Em dado momento, o padre Américo Simonetti, em reconhecimento, deu-lhe uma passagem para a cidade de Recife, em Pernambuco. De lá, Bartô foi para São Paulo, onde entrou em contato direto com os músicos da jovem guarda, como Roberto Carlos, Jerry Adriani e Zé Roberto. Bartô começou a carreira como compositor, o que rendeu-lhe vários contatos.
Seu primeiro álbum como cantor viria a ser lançado somente em 1975, intitulando-se Só Lembranças, pela gravadora Tapecar, estreante na época. Sua voz foi descoberta por Ozéias de Paula, que o encaminhou para a gravadora.
Em 1978 lançou o álbum No Toca-Fita do Meu Carro, cuja faixa homônima acabou tornando-se seu maior sucesso.
Em 1997 lançou a coletânea 20 super Sucessos, com a participação de Agnaldo Timóteo.
Em 2009 foi destaque na Virada Cultural na cidade de São Paulo e lançou o álbum Paixão Errante.

## Discografia
- Só Lembranças – 1975
- Pelo Menos Uma Palavra – 1977
- No Toca-Fita do Meu Carro – 1978
- Tudo É Nada Sem Você – 1979
- Eco do Meu Grito – 1980
- No Meu Carro por Aí – 1981
- A Chuva Traz Recordação – 1982
- Enamorado – 1983
- Piquenique em Alto Mar – 1985
- Meu Lamento – 1987
- O Peso da Saudade – 1990
- 20 Super Sucessos – 1997
- Simplesmente Bartô – 2007
- Bartô Canta o Rei (volumes 1 e 2) – 2008
- Paixão Errante – 2009